# Tube pollinique

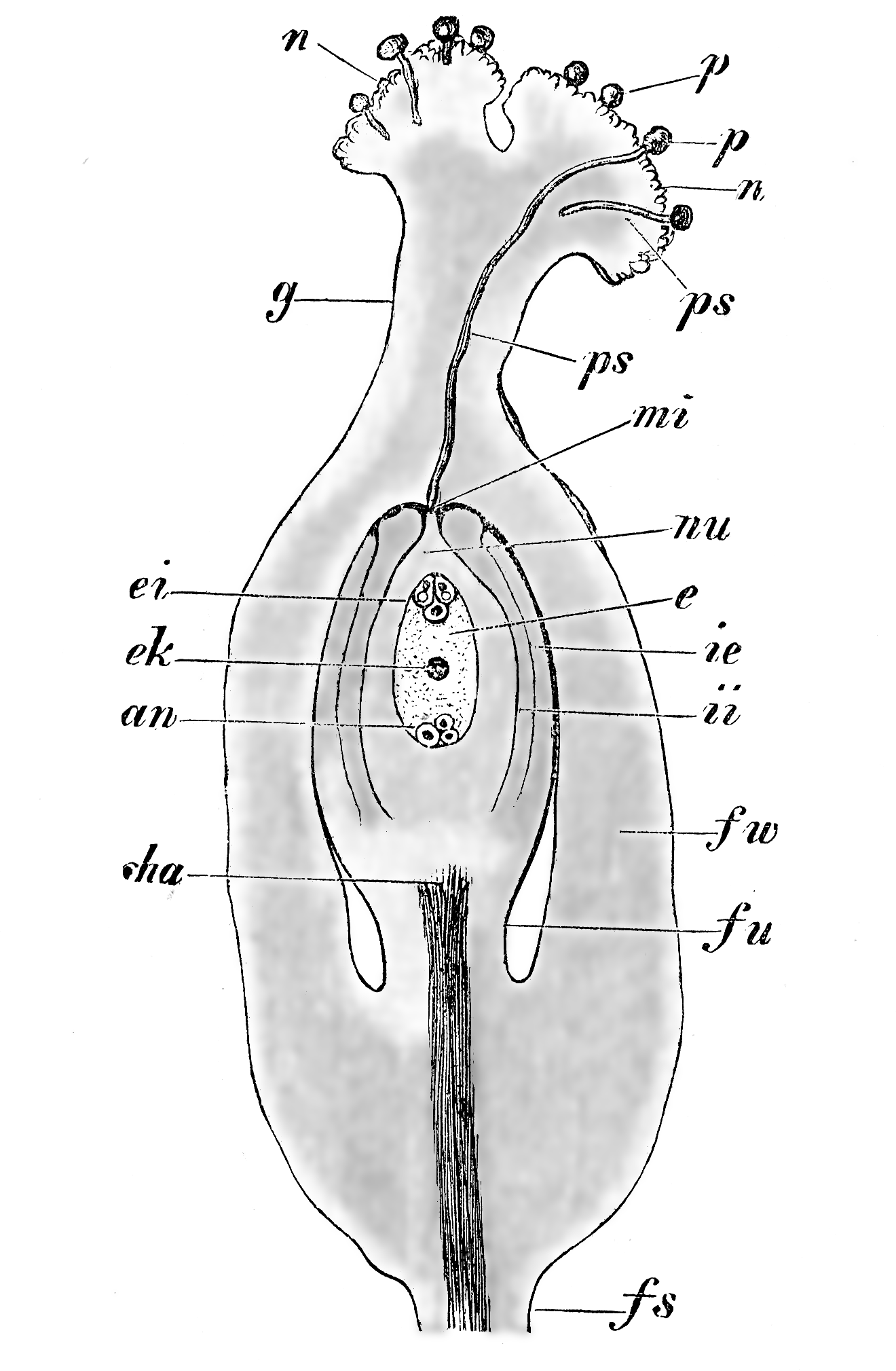
Ovaire de Fallopia convolvulus lors de la fécondation : fu funicule, cha chalaze, nu nucelle, mi micropyle, ii tégument interne, ie tégument externe, e sac embryonnaire, ek noyau du sac embryonnaire, ei oosphère, an antipodes, g style, n stigmate, p grains de pollen, ps tubes polliniques (48 ×).

Le tube pollinique est un tube émis par un grain de pollen après germination qui lui permet de conduire les gamètes mâles jusqu'à l'ovule. On parle de siphonogamie : l'eau n'est plus nécessaire pour la fécondation (interne). 